# Bobby Hutcherson
Robert Hutcherson (Los Angeles, 27 januari 1941 - Montara, 15 augustus 2016) was een Amerikaanse jazzvibrafonist van de Modern Jazz.

## Biografie
Bobby Hutcherson leerde door zijn tante op 9-jarige leeftijd piano spelen en wisselde op 15-jarige leeftijd, toen hij de plaat The Giants of Modern Jazz van Milt Jackson hoorde (die daar samen speelde met Miles Davis en Thelonious Monk), naar de vibrafoon. Hij nam onderricht bij Terry Trotter en Dave Pike. Op 21-jarige leeftijd speelde hij samen met Don Cherry, Paul Bley en Charles Lloyd. Zijn eerste plaat speelde hij onder Curtis Amy in. In 1960 nam hij ook op met Les McCann. Daarna behoorde hij tot het Al Grey/Billy Mitchell Sextet en toerde hij door de Verenigde Staten. Toen ze in het Birdland in New York speelden, werd hij gecontracteerd door Jackie McLean. Vanaf 1963 nam hij zijn eerste platen als begeleider op bij Blue Note Records, waaronder belangrijke opnamen van Grant Green (Idle Moments, 1963 en Street of Dreams, 1964), Jackie McLean (Destination… Out!, 1963), Andrew Hill (Judgment!, 1964) en Eric Dolphy (Out to Lunch, 1964). Ook kon hij eind 1963 zijn eerste album The Kicker voor dit label opnemen. In 1965, toen zijn volgende album Dialogue verscheen, behoorde hij tot het avant-gardische kwartet van Archie Shepp, met wie hij ook optrad tijdens het Newport Jazz Festival. In hetzelfde jaar behoorde hij ook tot de aan het vrije spel toegewijde bands van Charles Tolliver en Grachan Moncur III (die met optredens op de Impulse! Records-plaat The New Wave in Jazz werden gedocumenteerd). Gelijktijdig nam hij albums op met Dexter Gordon en John Patton, die meer toegewijd waren aan de mainstream.
Sinds 1965 volgden toenemend eigen opnamen met bekende sidemen als Joe Henderson en Sam Rivers. Zijn vroege platen openbaarden hen in de buurt van de freejazz. In 1968 keerde hij weer terug naar Californië, waar hij een band formeerde met Harold Land van 1969 tot 1971 en speelde bij Gerald Wilson. Tijdens de jaren 1970 leerde hij bovendien marimba spelen en maakte hij regelmatig met eigen albums op zich opmerkzaam. Op Solo Quartett speelt hij op de A-kant met playbackformule vibrafoon, xylofoon, marimba, bassmarimba, klokkenspel, buisklokken en boo-bam.
In zijn latere opnamen met Harold Land (vanaf 1981) oriënteerde hij zich sterker aan de techniek van de westkust-idioom. Tijdens de jaren 1980 was hij lid van de Timeless All Stars, waartoe naast Land ook Curtis Fuller, Cedar Walton, Buster Williams en Billy Higgins behoorden. Nieuwere opnamen met McCoy Tyner tonen zijn precisie. Met Land of Giants ligt sinds 2003 een jonger document van deze samenwerking op tafel.
Hij was ook betrokken bij albums van muzikanten als Dizzy Gillespie, John Handy, Prince Lasha, Ella Fitzgerald, Sonny Stitt, McCoy Tyner, Chico Freeman, Freddie Hubbard, Sonny Rollins, Pharoah Sanders, John Hicks, Abbey Lincoln en Barney Kessel. Tijdens de jaren 2000 speelde hij in het SFJazz Collective rond Joshua Redman.
In 2010 kreeg hij de NEA Jazz Masters Fellowship.

## Stijl
Hutchersons stijl kenmerkt zich door enkele speltechnische bijzonderheden: Hij gebruikte nauwelijks het pedaal, dus speelde hij geen langdurige tonen (wel enkele tonen), vooral geen gebroken akkoorden, zoals het zeer veel andere vibrafonisten doen. Hij speelde bovendien zonder vibrato en al sinds begin jaren 1960 met vier mallets. Na Joachim-Ernst Berendt heeft hij op deze manier verrassend rijke, vaak in de buurt van de elektronische muziek gaande tonen gevonden. Als begeleider werd zijn open klank gewaardeerd door solisten, zijn vibrafoonbegeleiding liet de solist ruimte voor de ontwikkeling van eigen ideeën.
Qua klank werd zijn stijl ingedeeld bij de hardbop, want hij speelde veel met muzikanten uit die richting (waaronder Jackie McLean en Herbie Hancock). Zijn vroege samenwerking met Hancock, zoals bij Components (1965), had echter een experimenteel karakter. Een later voorbeeld is het nummer Minuit Aux Champs-Elysées op de soundtrack Round Midnight (1985) voor de gelijknamige film van Bertrand Tavernier met Dexter Gordon. Vervolgens was hij echter verworteld in de westcoast-jazz, bereidde daarna de avant-gardejazz voor om tijdens de jaren 1970 een soort pseudo-fusion te spelen en uiteindelijk weer naar het begin terug te keren.

## Overlijden
Bobby Hutcherson overleed in augustus 2016 op 75-jarige leeftijd in Montara nabij San Francisco.

## Discografie
- 1965: Components
- 1965: Dialogue (Blue Note Records)
- 1965: Spiral
- 1966: Happenings (Blue Note Records)
- 1967: Oblique
- 1968: Patterns
- 1968: Total Eclipse (Blue Note Records)
- 1969: Now!
- 1971: San Francisco (Blue Note Records)
- 1972: Natural Illusions
- 1973: Live at Montreux met Hotep Idris Galeta
- 1974: Cirrus (Blue Note Records)
- 1975: Inner Glow
- 1975: Linger Lane (Blue Note Japan)
- 1975: Montara (Blue Note Records)
- 1977: The View from the Inside (Blue Note Records)
- 1979: Un Poco Loco
- 1981: Solo/Quartet Kant 2 met McCoy Tyner
- 1982: Farewell Keystone
- 1983: Four Seasons
- 1985: Color Schemes  met Mulgrew Miller
- 1986: Essence: The Timeless All-Stars
- 1986: In the Vanguard, 32 Jazz
- 1989: Ambos Mundos
- 1991: Mirage
- 1992: Landmarks
- 1999: Skyline
- 2007: For Sentimental Reasons